# Žalm 6
Žalm 6 („Nekárej mě, Hospodine, ve svém hněvu“) je biblický žalm. Žalm je nadepsán těmito slovy: „Pro předního zpěváka za doprovodu osmistrunných nástrojů. Žalm Davidův.“ Podle některých vykladačů toto nadepsání znamená, že žalm byl určen k tomu, aby jej při určitých příležitostech odzpívával zkušený zpěvák za přítomnosti krále z Davidova rodu s doprovodem hudebních nástrojů. Raši místo o hudebních nástrojích hovoří o osmistrunné loutně.

## Užití v liturgii
V židovské liturgii je žalm podle siduru součástí ranní i odpolední modlitby, a to v části zvané Tachanun. Spis Šimuš Tehilim („Užití Žalmů“), jehož autorem je zřejmě židovský učenec Chaj Ga'on (939–1038), navíc uvádí, že recitace 6. žalmu je prospěšná těm, kteří mají problém s onemocněním očí nebo jsou v ohrožení života při cestě po moři či po souši.